# Atelopus marinkellei
Atelopus marinkellei es una especie de anfibio anuro de la familia Bufonidae.

## Distribución geográfica
Esta especie es endémica del departamento de Boyacá en Colombia. Habita entre los 2660 y 3450 m sobre el nivel del mar en los páramos de Vijagual, Pisba y Toquilla en el norte de la cordillera oriental.

## Etimología
Esta especie lleva el nombre en honor a Cornelis Johanes Marinkelle (1925-).

## Publicación original
- Cochran & Goin, 1970 : Frogs of Colombia. United States National Museum Bulletin, n.º 288, p. 1-655[3]